# Kråktjärnen (Brunskogs socken, Värmland)
Kråktjärnen är en sjö i Arvika kommun i Värmland och ingår i Göta älvs huvudavrinningsområde.